# الصيد بالمغازلة
الصيد بالمغازلة ( FFing ) Flirty Fishing هو شكل من أشكال الكرازة أو التبشير بالإنجيل عن طريق العلاقات الجنسية الحميمة التي تمت ممارستها بين عامي 1974 إلى 1987 تقريبًا من قبل طائفة أبناء الله ، المعروفة حاليًا باسم الأسرة الدولية Family International (TFI). تقوم عضوات كنيسة أبناء الله ، أو "الصيادات fisherwomen" بتطبيق جاذبيتهن الجنسية على "الأسماك" ، أي الرجال من خارج الطائفة (وممارسة الجنس معهم غالبًا ولكن ليس دائمًا) ، مستغلات الفرصة للتبشير بيسوع والسعي للحصول على التبرعات.  كانت هذه الممارسة "مصدرًا رئيسيًا للدعم المالي والحماية السياسية" لطائفة الأسرة الدولية ، وانتُقدت على أنها دعارة دينية وهي ممارسة معروفة منذ أيام السومريون في معبد عشتار وطبقتها ديانات أخرى كالهندوسية وغيرها لتقديم المتعة الجنسية في المعابد أو ما يسمى دعارة مقدسة.  دافع أبناء الله عن هذه الطريقة باعتبارها وسيلة "للقيام بالشهادة" ليسوع لأناس ما كانوا سينفتحون عليها لولا ذلك.  وبحسب بعض المصادر ، فقد تم "صيد" أكثر من مائتي ألف رجل ،  وولد أكثر من 10000 طفل لنساء كنيسة الأسرة بين عامي 1971 و 2001.  تم تقليص هذه الممارسة نتيجة انتشار الأمراض المنقولة جنسياً في الطائفة ،  ثم تم التخلي عن هذا السلوك في عام 1987 نتيجة انتشار الإيدز. 

## جذر الكلمة ، التعريف ، التبرير المنطقي
المصطلح مشتق من إنجيل متى 4:19 من العهد الجديد ، حيث أخبر يسوع اثنين من الصيادين أنه سيجعلهما "صيادي بشر".  استنتج زعيم الطائفة ديفيد بيرج من هذا النص أن النساء في حركته يجب أن يكونوا "صيادات غزليات" (أو يطلق عليهم اسم"الطُعم" أو "الصيادات" أيضًا). وأطلق على الرجال المستهدفين اسم "السمك". نشرت الطائفة عدة وثائق مع تعليمات تفصيلية للتنفيذ. تم تعريف الصيد بالمغازلة على أنه استخدام الجاذبية الجنسية للتبشير . إذا تلى ذلك ممارسة العادة السرية أو الجنس الفموي أو الجماع الكامل ، فقد أطلق على ذلك اسم "المحبة الجنسية loving sexually" ،  ويُحسب أيضًا على أنه "شهادة عميقة" ، مما يعني أن "الطُعم" حصلت على نقاط داخل المجموعة أكثر من مجرد ممارسة المغازلة. أشار بيرج إلى أن الصيد بالمغازلة لا يستلزم بالضرورة الجماع ، ولكن هذا كان إلى حد بعيد الطريقة الأكثر فعالية للتبشير.
وفقًا لتاريخ كنيسة الأسرة، "توصل الأب ديفيد [بيرج] إلى نتيجة صادمة إلى حدٍ ما بأن المسيحيين يمتلكون الحرية بفضل الله للمبالغة في بذل جهود كبيرة لإظهار محبة الله للآخرين ، حتى لو وصل الأمر إلى تلبية احتياجاتهم الجنسية." بينما أقرت كنيسة الأسرة بأن هذا التفسير قد فضح "العديد من المؤسسات الدينية"، إلا أن الأسرة أكدت أن "العديد من الأشخاص ، الذين لم يكن معظمهم ليقترب من الكنيسة أبدًا ، تم الوصول إليهم وكسبهم لصف المسيح من خلال هذا السلوك الإنساني المتواضع والصادق والمفتوح والحميمي للقيام بالشهادة ".  يصف المتحدث باسم العائلة جون فرانسيس "السمكة" الرئيسية المقصودة بأنهم "رجال الأعمال المسافرين منفردين" ممن يقيمون في الفنادق. 

## الممارسة
مارس أبناء الله الصيد بالمغازلة وخدمة المصاحبة من عام 1974 حتى عام 1987 ، عندما تم التخلي عنها رسميًا ، والسبب جزئيًا كان نتيجة انتشار وباء الإيدز .
حصل الباحث بيل بينبريدج على بيانات من كنيسة الأسرة الدولية TFI تشير إلى أنه من عام 1974 حتى عام 1987 ، اتصل الأعضاء جنسيًا مع 223989 شخصًا أثناء ممارستهم لأسلوب صيد الأسماك بالمغازلة.  نظرًا لأنه كان من المتوقع أن تحتفظ النساء بسجلات دقيقة لـ "ثمارهن" (النجاحات) ، أظهرت إحصائية عام 1988 أن أكثر من 223000 رجل قد "تم اصطيادهم" منذ عام 1978  — واستمر الصيد بالمغازلة FFing مع ذلك في عام 1988. على الرغم من أن الطائفة لم يكن لديها مشكلة في تجاهل المبادئ المسيحية بشأن الزنا ، إلا أنها اتبعت "الأسس الأصولية للمسيحية" عندما تعلق الأمر باستعمال وسائل تحديد النسل.  واختلفت المصادر حول إن كان تحديد النسل ممنوعًا  أو ببساطة غير مشجع عليه.  أدت هذه الممارسة أيضًا إلى العديد من حالات الحمل ، وأطلقت المنظمة على نسلها أطفال يسوع .  حسب ما ذكر دون لاتين Don Lattin، فقد وُلد بين عامي 1971 و 2001 "أكثر من 13000" طفلًا لأتباع ديفيد بيرج. "ومن الشائع وجود النساء لديهن ستة ، ثمانية ، 10 ، 13 طفلاً" في كنيسة الأسرة الدولية.  "وُلد الطفل الأول من خلال أسلوب الصيد بالمغازلة لزوجة بيرغ الثانية ورئيسة كنيسة الأسرة لاحقا، كارين زيربي"، ونسب الطفل لأب يعمل "نادلًا، كانت قد التقطته كارين في جزر الكناري". 

يقول العضو السابق والناقد ، ديفيد هيبرت ، إن هذه الممارسة "استخدمت لكسب التأييد السياسي" في البلدان التي هاجرت إليها كنيسة أبناء الله CoG. "سيستهدفون أشخاصا مميزين - في وسائل الإعلام ، والمحامين ، والحكومة."  وفقًا لجيمس تشانسيلور ،
لم يكن القيام بالشهادة والتلمذة الدينية بأي حال من الأحوال المحور الوحيد لنشاط الصيد بالمغازلة. حتى قبل عام 1978 كان الصيد بالمغازلة FFing مصدرًا رئيسيًا للدعم المالي والحماية السياسية. أقامت العديد من المنتميات للكنيسة علاقات طويلة الأمد مع رجال أثرياء أو ذوي نفوذ. غالبًا ما قدم هؤلاء الرجال المال والطعام والملبس والمسكن واحتياجات أخرى ، بما في ذلك المشورة القانونية والمساعدة في الهجرة والحماية من القمع الاجتماعي والسياسي. ومن الشائع أن تقضي بعض النساء وقتًا طويلاً مع "أسماكهن" ، ولو بترك أزواجهن وأطفالهن لأسابيع أو شهور أحيانًا. 

### خدمات المرافقة الجنسية ESing
سرعان ما انتقلت المنفعة المالية للصيد بالمغازلة من مجرد مغازلة /ممارسة الحب جنسيًا إلى "خدمة مرافقة" (ESing) — التي وصفها بيرج بأنها "لجعل الصيد بالمغازلة مجدٍ ماليًا" — حيث تعمل عضوات الطائفة بانتظام كمومس تأتي عند الاتصال سواء عبر وكالات المرافقة الحنسية أو لحسابهم الخاص ، ويقمن بأداء "الشهادة" (التبشير) لعملائهم إن سنحت فرصة مناسبة فقط. 

وفقا للمؤلف جيمس تشانسيلور ،
في بعض مناطق آسيا وأوروبا وأمريكا اللاتينية ، ذهبت المنتميات لكنيسة الأسرة للعمل في خدمات المرافقة ، وقدمن الجنس مقابل أجر ثابت. على الرغم من الاعتراف بأن عمل خدمة المرافقة (ESing) ربما تجاوز الحد ، إلا أن قيادة كنيسة الأسرة تصر على أن الصيد بالمغازلة لم يكن دعارة لأن الهدف النهائي كان دائمًا أداء الشهادة أو دعم الشهادة ليسوع  .

## التأثير على الأعضاء والنقد
النساء اللواتي اعترضن على أن يصبحن ما وصفته الطائفة نفسها صراحةً بـأنهن "عاهرات الله" أو "بائعات الهوى يعملن ليسوع" حُذرن بألا "يدخلا الذات والكبرياء" ،  وذكر أن أجسادهم ليست ملكًا لهم حقًا ، كما ورد في 1 كورنثوس 6:19 - 20 "بيعت" (ليسوع عبر صلبه) "بثمن".  بعد مرحلة أولية ، لم يعد الأعضاء الذكور يشاركون في هذه الحملة ، ويرجع ذلك جزئيًا إلى موقف الطائفة الرافض للمثلية الجنسية ، ولكن أيضًا لأن بيرج اعتقد أنها لا "تؤتي ثمارها مالياً".  كان للعديد من الصيادات بالمغازلة أصدقاء ذكور وتزوجن أو لديهن أطفال. أفادات الصيادات بالمغازلة وممارسات خدمة المرافقة في منشورات كنيسة الأسرة، أن عملهن صعب وخطير ومرهق.
أعضاء سابقون لكنيسة أبناء الله ممن ينتقدون مجلس الإدارة يشيرون أيضًا إلى منشورات الأسرة من هذه الفترة. يقدم "دليل التدريب الأساسي" الصادر عام 1987 "نصائح صريحة حول ممارسة الجنس للمراهقين ما قبل البلوغ. هناك أيضًا شيء يسمى "سمكتي الصغيرة My Little Fish" يحتوي على صور عارية لصبي تحتضنه امرأة بالغة". 
وصف الصيد بالمغازلة بأنه دعارة. تصف إحدى الباحثات (سوزان راين) بأن "مصطلحات الصيد بالمغازلة و ... صوره" بأنها "مشبعة بخطاب الدعارة".  في وصفها لصورتين من أدبيات داخلية لأبناء الله عن الصيد بالمغازلة كان بيرج قد أرسلها إلى جماعة أبناء الله ونشرها لاحقًا الأعضاء السابقون ، يقول راين إن إحداهما "لامرأة ترتدي سروالًا مثيرًا وحمالة صدر وحذاء بكعب عالٍ. .. تتدلى سناة صيد من يدها ... التسمية التوضيحية أدناه تقول "صيادو الرجال!" . صورة أخرى "تصور المرأة على أنها حورية البحر مثبتة على خطاف صيد ، لكنها تحتضن رجلًا ، هذه المرة بعنوان"عاهرات لأجل المسيح HOOKER FOR JESUS "   (إحدى "رسائل مو " كتبها ديفيد بيرج ووزعت على أعضاء كنيسة أبناء الله كان عنوانها "عاهرات الله God's Whores؟" . ) 

## روابط خارجية
- التاريخ والمقدمة اللاهوتية للصيد بالمغازلة (1977-1987) على davidberg.com.
- الصيد بالمغازلة على موقع الأعضاء السابقون لكنيسة الأسرة xFamily.org موقع ويكي عن طائفة أبناء الله. تحذير: رسومات فاضحة.
- Lattin، Don (14 فبراير 2001). "Escaping a Free Love Legacy: Children of God sect hopes it can overcome sexy image". سان فرانسيسكو كرونيكل. مؤرشف من الأصل في 2020-06-07.

قالب:Family International